# Fredrik Lindberg
Bengt Fredrik Lindberg (Bro, 2 de febrero de 1986) es un deportista sueco que compitió en curling.
Participó en dos Juegos Olímpicos de Invierno, obteniendo una medalla de bronce en Sochi 2014 y el cuarto lugar en Vancouver 2010.
Ganó tres medallas en el Campeonato Mundial de Curling entre los años 2011 y 2013, y tres medallas en el Campeonato Europeo de Curling entre los años 2009 y 2012.

## Palmarés internacional
| Juegos Olímpicos   | Juegos Olímpicos       | Juegos Olímpicos  | Juegos Olímpicos |
| Año                | Lugar                  | Medalla           | Prueba           |
| ------------------ | ---------------------- | ----------------- | ---------------- |
| 2014               | Sochi (Rusia)          | Medalla de bronce | Equipo           |
| Campeonato Mundial |                        |                   |                  |
| Año                | Lugar                  | Medalla           | Prueba           |
| 2011               | Regina (Canadá)        | Medalla de bronce | Equipo           |
| 2012               | Basilea (Suiza)        | Medalla de bronce | Equipo           |
| 2013               | Victoria (Canadá)      | Medalla de oro    | Equipo           |
| Campeonato Europeo |                        |                   |                  |
| Año                | Lugar                  | Medalla           | Prueba           |
| 2009               | Aberdeen (Reino Unido) | Medalla de oro    | Equipo           |
| 2011               | Moscú (Rusia)          | Medalla de plata  | Equipo           |
| 2012               | Karlstad (Suecia)      | Medalla de oro    | Equipo           |